# 12423 Слотін
12423 Слотін (12423 Slotin) — астероїд головного поясу, відкритий 17 жовтня 1995 року.
Тіссеранів параметр щодо Юпітера — 3,400.